# Priorado de Birstall

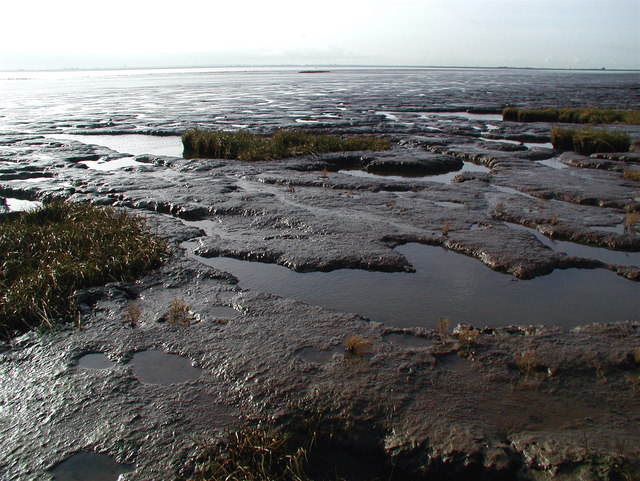
Local aproximado do antigo priorado

O Priorado de Birstall, ou Burstall, foi um priorado em East Riding of Yorkshire, Skeffling, Inglaterra. O priorado foi construído por volta de 1219 e continuou como uma casa religiosa habitada até à dissolução dos mosteiros entre 1536 e 1541. Burstall Bank e Burstall Lane ainda existem perto da margem norte do estuário Humber, ao sul de Skeffling, mas o próprio Priorado de Birstall há muito foi reclamado pelo mar.